# Nichts weniger als ein Wunder
Nichts weniger als ein Wunder (Originaltitel Bridge of Clay) ist ein 2018 erschienener Roman des australischen Autors Markus Zusak. Die deutsche Übersetzung wurde im Februar 2019 veröffentlicht.

## Inhalt
Das Buch behandelt die Familiengeschichte von fünf in Sydney, Australien lebenden Brüdern und ihren Eltern. Das Buch ist aus Sichtweise des ältesten Sohnes Matthew geschrieben.

Die Mutter Penelope wuchs in Warschau auf und entwickelte schon früh eine Begabung im Klavierspielen. Diese gibt ihr die Möglichkeit, an diversen Orten aufzutreten, auch westlich des Eisernen Vorhanges in Wien. Dies nutzte ihr Vater dazu, ihre Flucht in den Westen zu organisieren. Von Wien flieht sie weiter nach Australien, wo sie auch ihren späteren Ehemann und Vater ihrer Söhne, Michael Dundbar, kennenlernt. Jahre später stirbt sie an den Folgen einer Krebserkrankung. Der Vater kommt nicht mit der Situation klar und verlässt seine Söhne bald darauf. 

Danach konzentriert sich die Handlung auf die Erlebnisse des zweitjüngsten Sohnes Clay. Dieser hatte eine besonders innige Beziehung zu seiner Mutter; außerdem ist er gerade einmal 13 Jahre alt, als sie stirbt. Als eines Tages der Vater zurückkehrt, um die Söhne um Hilfe beim Bau einer Brücke auf seinem Anwesen zu bitten, willigt nur Clay ein, mit ihm zu kommen. Seine Brüder sehen darin einen Verrat, da er sich gegen sie und auf die Seite des Vaters stelle. Clay bricht die Schule ab, um zu seinem Vater zu ziehen. Neben seinen Brüdern lässt er auch die Nachbarin Carey zurück, die eine Karriere als Jockey anstrebt.

Clay besucht sie gelegentlich, und während sie Erfolge im Reitsport verzeichnen kann, wächst auch die Liebe zwischen den beiden. Ihren Höhepunkt hat die Beziehung in einer Nacht nach einem entscheidenden Rennen, als sie miteinander schlafen. Am nächsten Tag verunglückt Carey bei einem Ritt und stirbt kurz darauf an ihrer Verletzung. Clay gibt sich selbst die Schuld an ihrem Tod; seine Wut steckt er in den Bau der Brücke. Nachdem er diesen abgeschlossen hat, verschwindet er viele Jahre und taucht erst zur Hochzeit seines Bruders Matthew wieder auf, auf der alle fünf Brüder wieder vereint sind.

## Stil
Der englische Originaltitel enthält ein Wortspiel, welches in der deutschen Übersetzung verloren geht. So heißt Bridge of Clay einerseits Brücke aus Lehm, andererseits aber auch Clays Brücke.

Ähnlich dem Vorgänger Die Bücherdiebin wird die Geschichte aus der Sicht einer Person erzählt, die nur indirekt mit den wichtigsten Handlungssträngen zu tun hat, also eher als Nebencharakter agiert. Während es in Die Bücherdiebin der Tod war, übernimmt hier der älteste Bruder Matthew diese Rolle.

## Rezeptionen
Auf goodreads.com hat der Roman eine Bewertung von 3.80 von 5 möglichen Sternen erhalten, bei insgesamt 30,536 abgegebenen Bewertungen (Stand 24. März 2021).

Das Buch erzielte eine Bestplatzierung von Rang 17 in Ausgabe 08/2019 der Spiegel-Bestseller-Liste.

Von den Kritikern und Fans wurde das Buch größtenteils sehr positiv aufgenommen. Es wird oft mit seinem Vorgänger Die Bücherdiebin verglichen, allerdings sagt zum Beispiel die Frankfurter Allgemeine Zeitung folgendes:

„Zum Kern der Zwiebel: Der australische Autor Markus Zusak ließ die Leser 14 Jahre auf den Nachfolger seiner ‚Bücherdiebin‘ warten. Es hat sich gelohnt.“

Nichts weniger als ein Wunder wurde im englischen Original auf die Auswahlliste des Indie Book Award gewählt.